# Laakwerd
Laakwerd (Fries: Leakwert) is een voormalige buurtschap in de gemeente Waadhoeke, in de Nederlandse provincie Friesland. De plaats lag tussen Tzum en Lollum ter hoogte van de huidige gelijknamige weg.
De Laakwerder Opvaart loopt van Tzum naar de voormalige buurtschap. Laakwerd is gelegen in de polder Vlaren, in het dorpsgebied van Tzum.

## Geschiedenis
Bij Laakwerd liggen twee afgegraven terpen. De ene ten westen en de andere ten oosten van de plaats. De twee terpen werden rond 1920 afgegraven.
De buurtschap werd vermeld als Laecwart in 1423, als Laecwert in 1433 en als Lackwert en Laquert in 1511. Het eerste element van de plaatsnaam zou mogelijk verwijzen Oudfriese woord lâk ('look') en het tweede element verwijst naar een terp.
In 1406 werden in Laakwerd twee stinsen, versteende huizen met verdegingsfunctie gemeld, de Ztalinggha statha, of 'Op dae Haghe in Hem' en de Namingha statha werd geduid als ', of de 'Laecwerdera stinze'. De exacte locatie van beide staten is niet bekend.
Op 10 december 2022 werd door de energiecoöperatie Tzummer Organisatie voor Energie in de Regio (Toer) een nieuwe windturbine gebouwd. De nieuwe molen, de Wyntsjesnijer II verving een iets kleinere windturbine. De nieuwe molen werd gefinancierd door de lokale bevolking van Tzum en voorzag rond de 1000 inwoners van stroom. In 2023 kreeg de coöperatie 'De Koperen Oliekan' uitgereikt, de prijs voor de meest duurzame en impactvolle project van het jaar 2022.
Steden, dorpen en gehuchten: Achlum · Baijum · Beetgum · Beetgumermolen · Berlikum · Blessum · Boer · Boksum · Deinum · Dongjum · Dronrijp · Engelum · Firdgum · Franeker · Herbaijum · Hitzum · Klooster-Lidlum · Marssum · Menaldum · Minnertsga · Nij Altoenae · Oosterbierum · Oude Leije (klein deel) · Oudebildtzijl · Peins · Pietersbierum · Ried · Ritsumazijl · Schalsum · Schingen · Sexbierum · Sint Annaparochie · Sint Jacobiparochie · Slappeterp · Spannum · Tzum · Tzummarum · Vrouwenparochie · Welsrijp · Westhoek · Wier · Winsum · Zweins

Buurtschappen: Arkens · Bonkwerd · De Vlaren · Dijkshoek · Doijum · Fatum · Hatsum · Het Hooghout · Kie · Kiesterzijl · Kingmatille · Klooster Anjum · Koehool · Laakwerd · Lutjelollum · Miedum · Nieuwebildtzijl · Oosterend · Oosthoek · Rewerd (deels) · Roptazijl (deels) · Salverd · Schildum · Sopsum · Stad Niks · Tolsum · Tritzum · Tjeppenboer · Vrouwbuurtstermolen (deels) ·  Weakens · Westerend · Zwarte Haan

Voormalige buurtschappen:Barrum · De Kampen · De Poelen · Dijksterhuizen · Franjumerburen · Holprijp · Koum · Langwerd · Teetlum · Memerd · War 

Friesland: Steden en dorpen      Nederland: Provincies · Gemeenten